# Библиотека Корнеллского университета

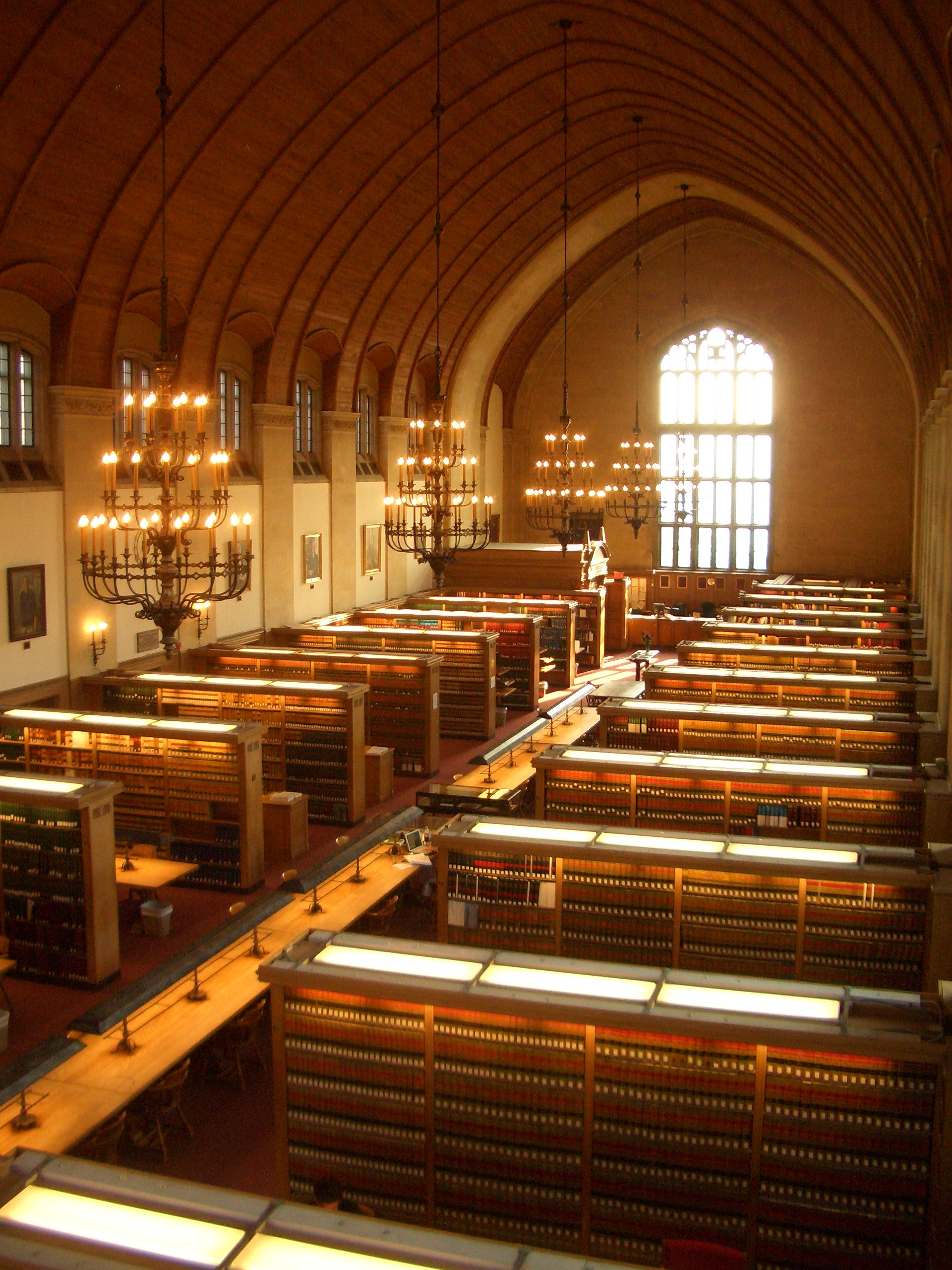
Юридическая библиотека Корнелльского университета

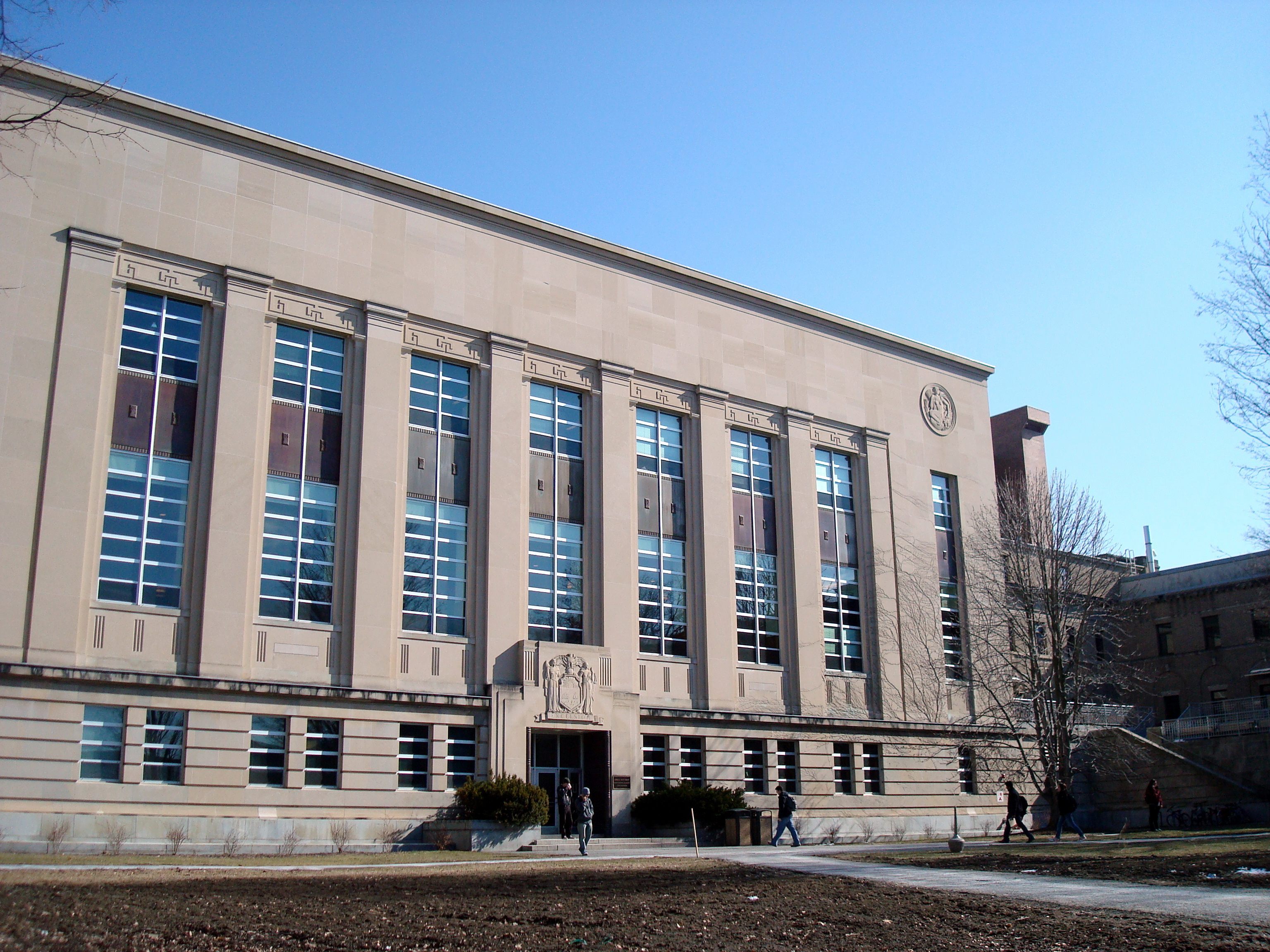
Библиотека Манна

Библиотека Корнеллского университета — одна из научных библиотек США. По состоянию на 2014 год хранит более восьми миллионов печатных томов и более миллиона электронных книг. Более 90 процентов из современных 120 000 периодических изданий доступны в Интернете. В нём хранится 8,5 миллионов микрофильмов и микрофиш, более 2000 м3 рукописей и около 500 000 других материалов, включая кинофильмы, DVD-диски, аудиозаписи и компьютерные файлы, обширные цифровые ресурсы и университетские архивы. Это шестнадцатая по величине библиотека в Северной Америке по количеству хранящихся томов. Это также тринадцатая по величине исследовательская библиотека в США как по названиям, так и по количеству томов.

## Структура
Библиотека управляется как академическое подразделение. Библиотекарь университета подчиняется провосту университета. Фонды управляются подразделениями библиотеки, которые включают
- 16 физических и виртуальных библиотек в главном кампусе в Итаке, Нью-Йорк;
- пристройка для хранения вещей в Итаке;
- библиотека Медицинского колледжа Вейла Корнелла и архивы медицинского колледжа и Нью-Йоркской пресвитерианской больницы в Нью-Йорке;
- филиал медицинской библиотеки, обслуживающей Вейла Корнелла в кампусе Катара в Дохе;
- библиотека Сельскохозяйственной экспериментальной станции штата Нью-Йорк в Женеве, штат Нью-Йорк.

Библиотека Джона М. Олина — основная исследовательская библиотека социальных и гуманитарных наук, а Библиотека Гарольда Д. Юриса имеет обширные фонды гуманитарных и социальных наук. Библиотека Альберта Р. Манна специализируется на сельском хозяйстве, науках о жизни и экологии человека. Библиотека Карла М. Кроха включает университетские коллекции редких и рукописей, а также обширные азиатские коллекции.

## История
Библиотечная система Корнеллского университета изначально насчитывала 18 000 томов книг, хранившуюся в Моррилл-холле. Дэниел Уиллард Фиск, первый библиотекарь Корнелла, и Эндрю Диксон Уайт, первый президент Корнелльского университета, после своей смерти завещали все свои поместья Корнелльскому университету. Под руководством Фиске библиотека Корнелла представила ряд инноваций, в том числе позволила студентам бакалавриата просматривать книги и проверять их.
К 1885 году в библиотеке было оборудовано электрическое освещение, и она работала 12 часов в день (вместо нескольких часов в неделю; как в то время делали большинство других библиотек американских университетов; ровно столько, чтобы преподаватели могли брать и возвращать книги), что позволило студентам использовать библиотеку в качестве справочной.

## Инициативы

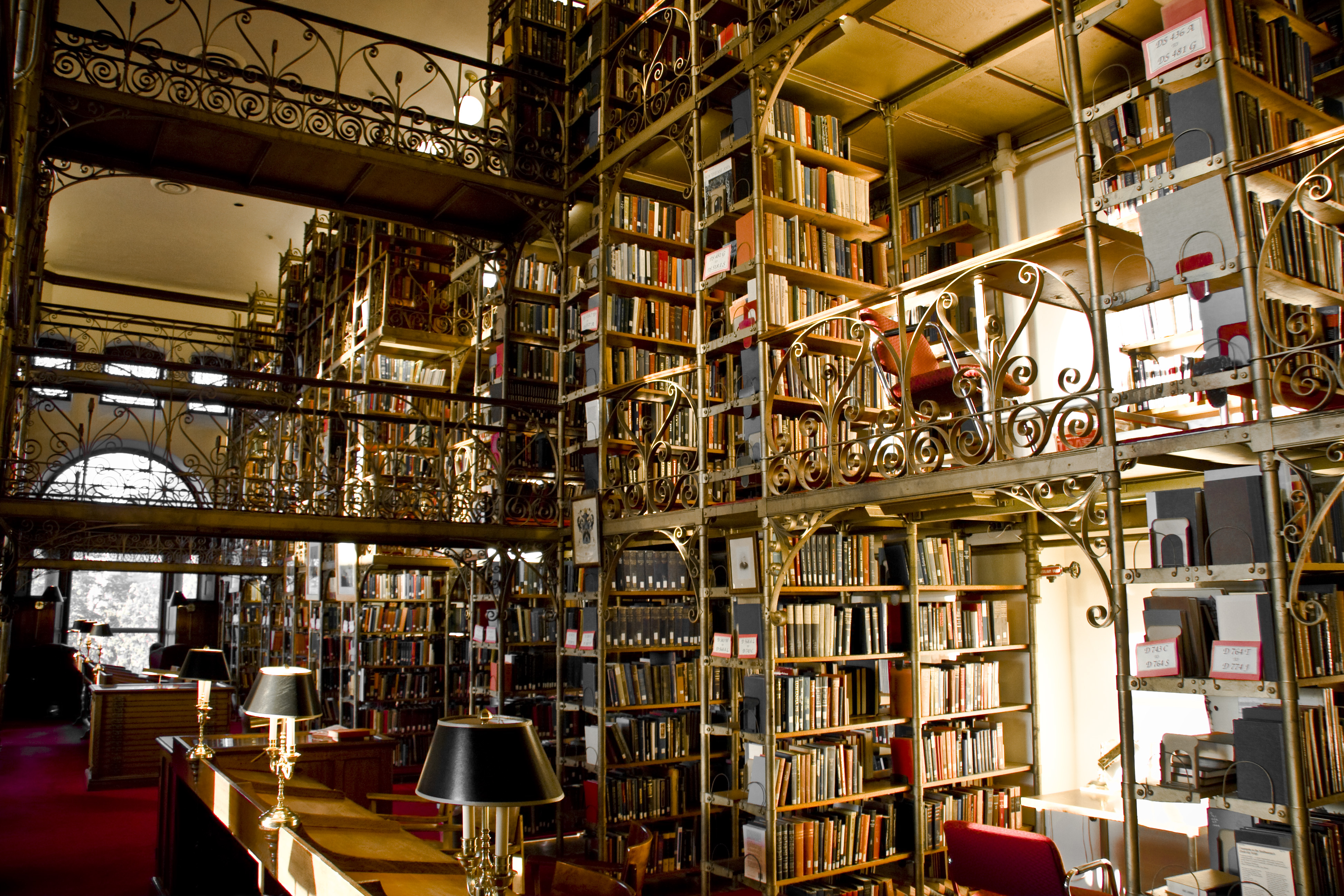
Белый читальный зал AD в библиотеке Юрис.

Библиотека играет активную роль в содействии онлайн-архивированию научных и исторических документов. Он обеспечивает управление и частичное финансирование электронного архива arXiv.org, созданного Полом Гинспаргом в Национальной лаборатории Лос-Аламоса. arXiv.org изменил способ общения многих физиков и математиков, сделав электронную версию жизнеспособной и популярной формой объявления о новых исследованиях.
Инициатива Проект Евклид, названная в честь Евклида Александрийского, представляет собой ресурс, объединяющий коммерческие журналы с недорогими независимыми журналами по математике и статистике. Целью проекта является обеспечение доступного научного общения через Интернет. Помимо архивных целей, основной целью проекта является облегчение поиска в журналах и обеспечение взаимодействия между различными издателями.
Цифровые коллекции Корнельской библиотеки — это онлайн-коллекции исторических документов. Среди представленных коллекций — База данных афроамериканской поэзии, Коллекция книг по исторической математике, Коллекция Сэмюэля Мэя по борьбе с рабовладением, Коллекция колдовства и Коллекция Нюрнбергских процессов Донована.

## Редкие рукописи
В библиотеке хранятся редкие рукописи. В частности, одна из пяти копий Геттисбергского обращения Авраама Линкольна (1863 г.) — единственная копия, находящаяся в частной собственности и единственная, сопровождаемая письмом Линкольна с передачей рукописи и оригинальным конвертом, адресованным и помеченным Линкольном. В библиотеке хранятся клинописные таблички; большая коллекция средневековых книг и протоколов судебных процессов над колдовством; тысячи брошюр, выпущенных во время Французской революции; и переписка между Джефферсоном и Лафайетом.
Здесь также хранится книга «Птицы Америки», из которых, как известно, существует только 120 полных комплектов. В библиотеке также имеются первые издания «Происхождения видов» Чарльза Дарвина (1859 г.), «Книги Мормона» (1830 г.), и « Гордости и предубеждения» Джейн Остин (1813 г.). Редкая коллекция рукописей также включает в себя первое издание «Левиафана» Томаса Гоббе 1651 года.
Коллекция редких и рукописей размещена в Библиотеке Карла А. Кроха Корнельской библиотечной системы. Коллекция, насчитывающая более 500 000 печатных томов и 20 000 кубических футов рукописных материалов, обширна и полезна для преподавателей и сотрудников Корнеллского университета, а также для общественности, которая может получить доступ к любой части коллекции, которая была оцифрована. Коллекция восходит к основанию университета в 1865 году первым президентом университета Эндрю Диксоном Уайтом. В 1891 году собрание получило 30-тысячное собрание своего основателя. В частности, Отдел редких книг был основан в 1951 году и вошел в состав Коллекции редких и рукописей в 1992 году, когда нынешнее физическое местоположение открыло свои двери. В коллекцию редких и рукописных книг входят 14 основных коллекций: американская история и культура, архитектура и городское планирование, азиатская история и культура, архивы Корнельского университета, цифровые коллекции, европейская история и культура, история еды, вина и кулинарии, Исландии история и культура, литература и театр, движущиеся изображения и звукозаписи, музыка, фотографии, наука и технологии, а также сексуальность и гендер. В коллекции редких и рукописей находится самая большая коллекция Французской революции за пределами Парижа, крупнейшая в Северной Америке коллекция европейского колдовства, основополагающая коллекция Америки по аболиционистскому движению и вторая по величине коллекция Уильяма Вордсворта.

## Значительные коллекции

### Роуз Голдсен Архив искусства новых медиа

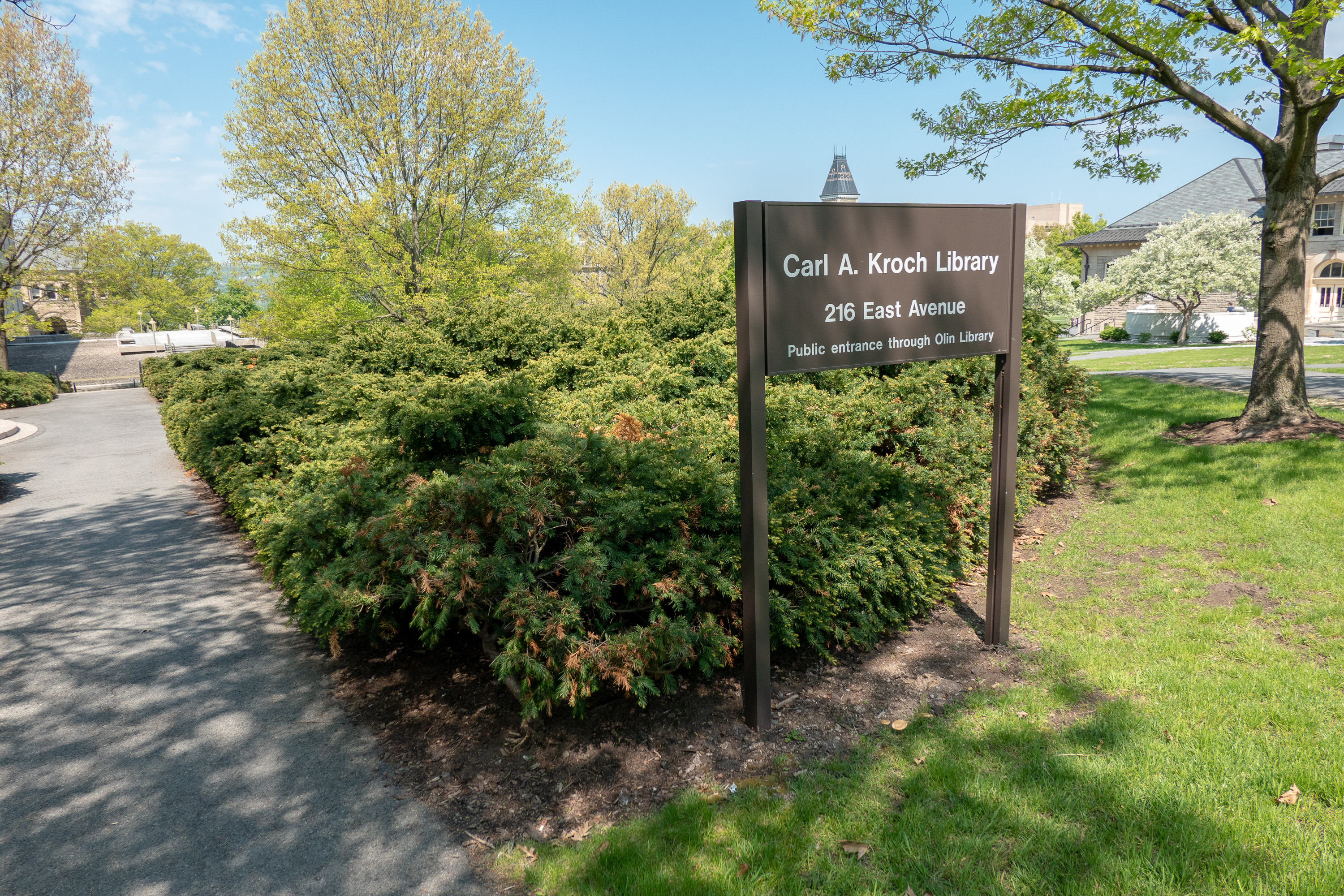
Отдел коллекций редких и рукописей библиотеки Корнеллского университета в библиотеке Карла А. Кроха; доступ к нему осуществляется через библиотеку Олина.

Архив искусства новых медиа Роуз Голдсен — это исследовательский репозиторий искусства новых медиа. Основан в 2002 году Тимоти Мюрреем, профессором сравнительной литературы и английского языка и директором Общества гуманитарных наук. Расположен в отделе коллекций редких и рукописей библиотеки Корнеллского университета и назван в честь покойного профессора Роуз Голдсен, профессора социологии Корнелльского университета и авангардного критика поп-культуры, средств массовой информации и коммуникации. Архив Роуз Голдсен предоставляет доступ к подробным архивным материалам, которые отражают исторические изменения, произошедшие в искусстве новых медиа с точки зрения его технологического развития и экспериментов на протяжении многих лет.

#### Общая коллекция
Коллекции архива включают мультимедийные произведения искусства, которые отражают трансформацию новых практик медиа-искусства от аналоговых к дисковым, а затем к сетевым и веб-приложениям за последние десятилетия. Коллекции объединяют произведения искусства, созданные на CD/DVD-Rom, VHS / цифровом видео и в Интернете (онлайн и оффлайн), а также вспомогательные материалы, такие как неопубликованные рукописи и проекты, цифровая и фотографическая документация инсталляций и перформансов, цифровые однодневки, интервью, фотографии, каталоги, монографии и справочники по искусству новых медиа.
Общая коллекция состоит из различных материалов об аудио, звуковом искусстве, эко- и биоискусстве, выставках, сборниках художников, инсталляциях, интерактивном повествовании, поэзии, онлайн-рассылке, интернет-журналах по искусству, перформансе, теории, видеоарте и кино. Среди художников, чьи работы можно найти в общей коллекции, — Гэри Хилл, Иимура Такахико, Ардель Листер, Майкл Сноу, Джанет Кардифф, Шанталь Акерман, Дженнифер и Кевин Маккой, Шу Леа Чанг и другие. Коллекция содержит работы начиная с 1960-х годов и до наших дней.

#### Особые коллекции
Помимо общей коллекции, в Архиве искусства новых медиа Роуз Голдсен хранится множество особых коллекций и проводятся конкурсы на стипендии. Вот некоторые из них:
Renew Media Fellowships in New Media, ежегодный конкурс интерактивных динамических медиа, с 2002 года финансируется Фондом Рокфеллера в области искусства новых медиа. Архив Голдсена служит хранилищем оцифрованных копий конкурсных материалов, таких как предложения, слайды, портфолио художников, другие вспомогательные материалы и т. д. с 2003 по 2008 год.
Архив китайского авангардного искусства Вэнь Пулина, созданный в результате сотрудничества Архива Голдсена, Коллекции Чарльза У. Уэйсона по Восточной Азии в библиотеке Корнеллского университета и Академии искусств Дунтай в Пекине, Китай, состоит из 360 часов видеокассеты, документирующей китайский язык. современное искусство, инсталляция, перформанс, видео и рок-н-ролл с 1985 по 2002 год. Некоторые из художников, представленных в коллекции, — Цуй Цзянь, Ду Чжэньцзюнь, Фэн Мэнбо, Ли Сяньтин, Линь Илинь, Лу Шэнчжун, Моу Сен, Сун Донг, Сун Юнпин, Сюй Бин, Юй Сяофу, Чжан Дали, Чжоу Шаобо, Чэнь Линян.
Архив современного тайваньского искусства Яо Цзюй-Чунга содержит портфолио тайваньского художника Яо Цзюй-Чунга, 8000 изображений открыток с выставок современного искусства и тайваньских перформансов.
«ETC: Архив Центра экспериментального телевидения» представляет собой коллекцию, содержащую более 3000 художественных видеокассет и DVD. Здесь собраны работы художников как современного, так и первого поколения видеоарта . Архив искусства новых медиа Роуз Голдсен с 2011 года служит хранилищем коллекции Экспериментального телецентра (1969—2011). Некоторые из художников, представленных в коллекции, — Барбара Хаммер, Гэри Хилл, Джуд Ялкут, Альдо Тамбеллини, Бентон С. Бейнбридж, Ирит Бэтсри, Алан Берлинер, Кристин Лукас, Линн Сакс, Майкл Бетанкур, Эбигейл Чайлд, Лоуренс Гартель и Барбара Латтанци., Сеть экстренного вещания, Нам Джун Пайк, Кэти Хай и т. д.
Net Art : Архив Голдсена обеспечивает доступ к ряду коллекций произведений искусства в Интернете. Это автономный репозиторий архива Turbulence.org, проекта New Radio and Performing Arts, Inc. (NRPA), Computerfinearts.com и Infos 2000. Кроме того, Архив служит онлайн-хранилищем для онлайн-журнала net.art, CTHEORY Multimedia и онлайн-выставки Ecopoetics.

#### Сохранение

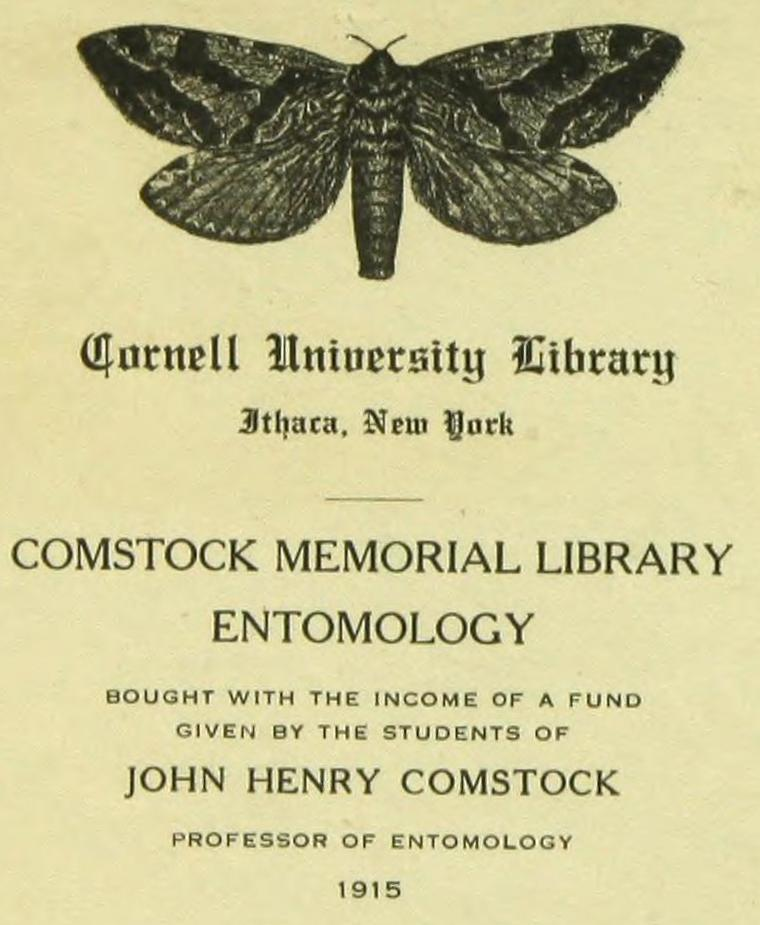
Книжная пластина, Мемориальная библиотека Комстока, 1915 год.

Из-за хрупкости и сложности произведений искусства, большинство из которых изначально созданы в цифровом формате, а многие из них являются интерактивными, Архив сосредотачивается на разработке стратегий архивирования, которые выдерживают постоянный доступ ко всему этому хрупкому материалу. Архив Голдсена — один из шести международных архивов цифрового искусства, посвященных стратегиям сохранения и документирования; другие подобные архивы — Ars Electronica, Tate Intermedia, FACT, Computerfinearts.com (репозиторий которого находится в архиве Голдсена) и Rhizome Artbase. Кроме того, Архив подписал Международную декларацию «Медиаискусство нуждается в глобальной сетевой организации и поддержке», спонсируемую Media Art History. Орг. Архив Голдсена завершил реализацию финансируемой Национальным фондом гуманитарных наук инициативы по сохранению, цель которой — сделать доступ к сложным интерактивным и цифровым медиа-произведениям простым и более надежным, что позволит использовать и просматривать эти произведения искусства на современных компьютерах.

## Другие коллекции
- Коллекции сельского хозяйства
  - Основная историческая литература по сельскому хозяйству[43]
- Коллекции Азии
  - Коллекция Эколса по Юго-Восточной Азии[20][44]
  - Коллекция Васона по Восточной Азии[45]
  - Коллекция Южной Азии[46]
- Коллекция хип-хопа Корнелла[47]
- Исландская коллекция Фиске[48][49]
- Архив домоводства: исследования, традиции и история (HEARTH)[50]
- Коллекция человеческой сексуальности[51]
- Цифровая библиотека кинематических моделей для проектирования (KMODDL)[52]

Фильмы и фотографии сотен работающих моделей механических систем в Корнельском университете. Также включает библиотеку электронных книг классических текстов по машиностроению и проектированию.
- Коллекция «Создание Америки»[53]
- Орнитологическая коллекция
- Коллекция рас и религий[54]
- Архив искусства новых медиа Роуз Голдсен служит хранилищем многих специальных коллекций и конкурсов стипендий, таких как:
  - Хранилище[55] Экспериментального Телевизионного Центра
  - Стипендии Фонда в области искусства новых медиа
  - Архив китайского авангардного искусства Вэнь Пулина[56]
  - Архив Линн Хершман Лисон[57]
- Коллекция Сэмюэля Мэя против рабства[58]
- Коллекция колдовства[59]
- Другие цифровые коллекции[60]

## Подразделения
- Библиотека Адельсона (Корнельская лаборатория орнитологии)
- Библиотека Африкана (Центр африканских исследований и исследований)
- Библиотека Катервуда (Библиотека промышленных и трудовых отношений)
- Инженерная библиотека (Карпентер-холл)
- Библиотека изящных искусств (Рэнд Холл)
- Библиотека Женевской экспериментальной станции
- Библиотека Кроха: Азиатские коллекции, а также коллекции редких и рукописей
- Юридическая библиотека
- Библиотека менеджмента (Высшая школа менеджмента Сэмюэля Кертиса Джонсона, Sage Hall)
- Библиотека Манна
- Математическая библиотека (Малотт-холл)
- Медицинская библиотека (Медицинская библиотека Вейля Корнелла)
- Музыкальная библиотека (Линкольн-холл)
- Nestlé Library (Библиотека Школы гостиничного администрирования)
- Библиотеки Олина и Юриса
- Библиотека физических наук (виртуальная)
- Ветеринарная библиотека (Ветеринарная библиотека Флауэр-Спречер)